# Родина Глаголєвих
Родина Глаголєвих — київська родина, священники Російської православної церкви, Праведники народів світу. Походять з роду  Глаголєва Олександра Олександровича, богослова, який протидіяв єврейському погрому в Києві. Його було залучено попереднім слідством по «справі Бейліса» експертом з питання про вживання юдеями людської крові. У своїй експертизі він заявив, що закон Мойсея із Старого Заповіту забороняє пролиття людської крові та вживання її у їжу. 
Серед дітей та онуків Олександра Глаголєва — 9 Праведників народів світу.

## Праведники з родини Глаголєвих
Яд Вашем визнав Праведниками народів світу дев'ять осіб з родини Глаголєвих: Глаголєва Олексій Олександрович, його дружину Тетяну Глаголєву, дітей Олексія та Тетяну, Миколу Глаголєва та Магделену Пал'ян (Глаголєву).
Також Праведниками народів світу визнані Олександра Єгоричєва (Масленнікова) та її брат Григорій, та її доньки — Єгоричєва Клавдія, Єгоричєва Тетяна та Глаголєва (Єгоричєва) Марія — дружина Сергія Олександровича Глаголєва.
Праведницею України визнана Зоя Глаголєва, донька Марії Глаголевої (Єгоричевої) та Сергія Глаголєва.

## Пам'ять про родину Глаголєвих
У 2020 році проєкт Слово Праведника випустив документальний фільм, присвячений Родині Глаголєвих.
30 січня 2002 року до сторіччя протоієрея Олексія Глаголєва на стіні Києво-Могилянської академії (вул. Волоська, д. 8/5, корп. 4) встановлено меморіальну дошку, присвячену священникам Олександру та Олексію Глаголєвим.